# 尚雅琴
尚雅琴（1969年—），辽宁兴城人。女，大校軍銜，满族。西北工业大学电力传动及其自动化专业毕业。
2013年3月前，任吉林省军区指挥自动化工作站高级工程师。
2013年，当选第十二届全国人民代表大会解放军代表。